# Eskikewákik
Eskikewákik (Esgigiag), jedan od sedam distrikata Micmac Indijanaca na području kanadske provincije Nova Škotska u okruzima Halifax i Guysborough.
Jedina banda ili 'prva nacija' koja danas tamo živi su Paqtnkek ili Afton Mi'kmaq First Nation.